# Sombra humana grabada en piedra

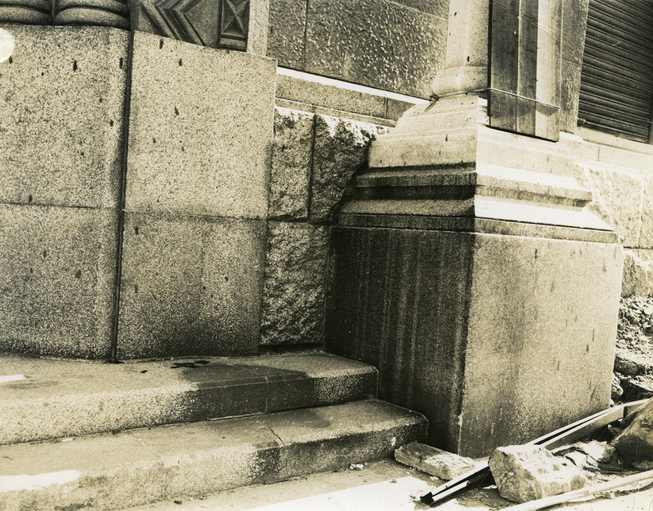
Fotografía de las fuerzas armadas de Estados Unidos el 20 de noviembre de 1945.

Sombra humana grabada en piedra (人影の石, hitokage no ishi) es una exposición en el Museo Memorial de la Paz de Hiroshima. Se cree que es la sombra de una persona que estaba sentada en la entrada de la sucursal de Hiroshima del Banco Sumitomo cuando la bomba atómica explotó sobre la ciudad. También es conocido como Sombra humana de la muerte o simplemente la Sombra explosiva.

## Trasfondo

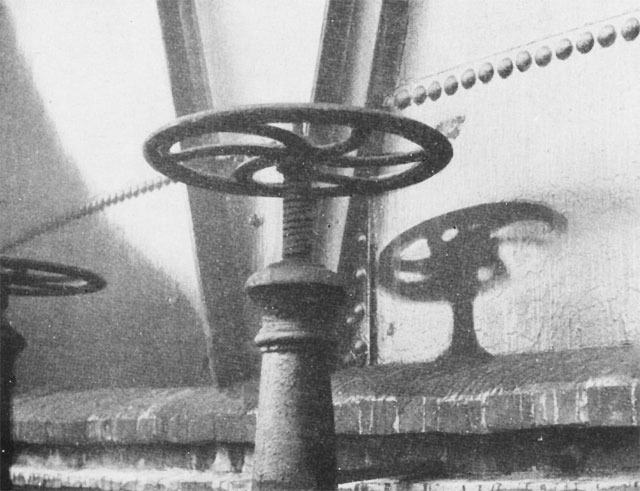
En este ejemplo de una quemadura repentina a 2,1 km de la zona cero de Hiroshima, la pintura de un depósito de gas se quemó y se volvió más clara que su estado original debido a la radiación térmica, excepto en los lugares donde la manija de la válvula bloqueaba la radiación, que mantuvo el color original (más oscuro).

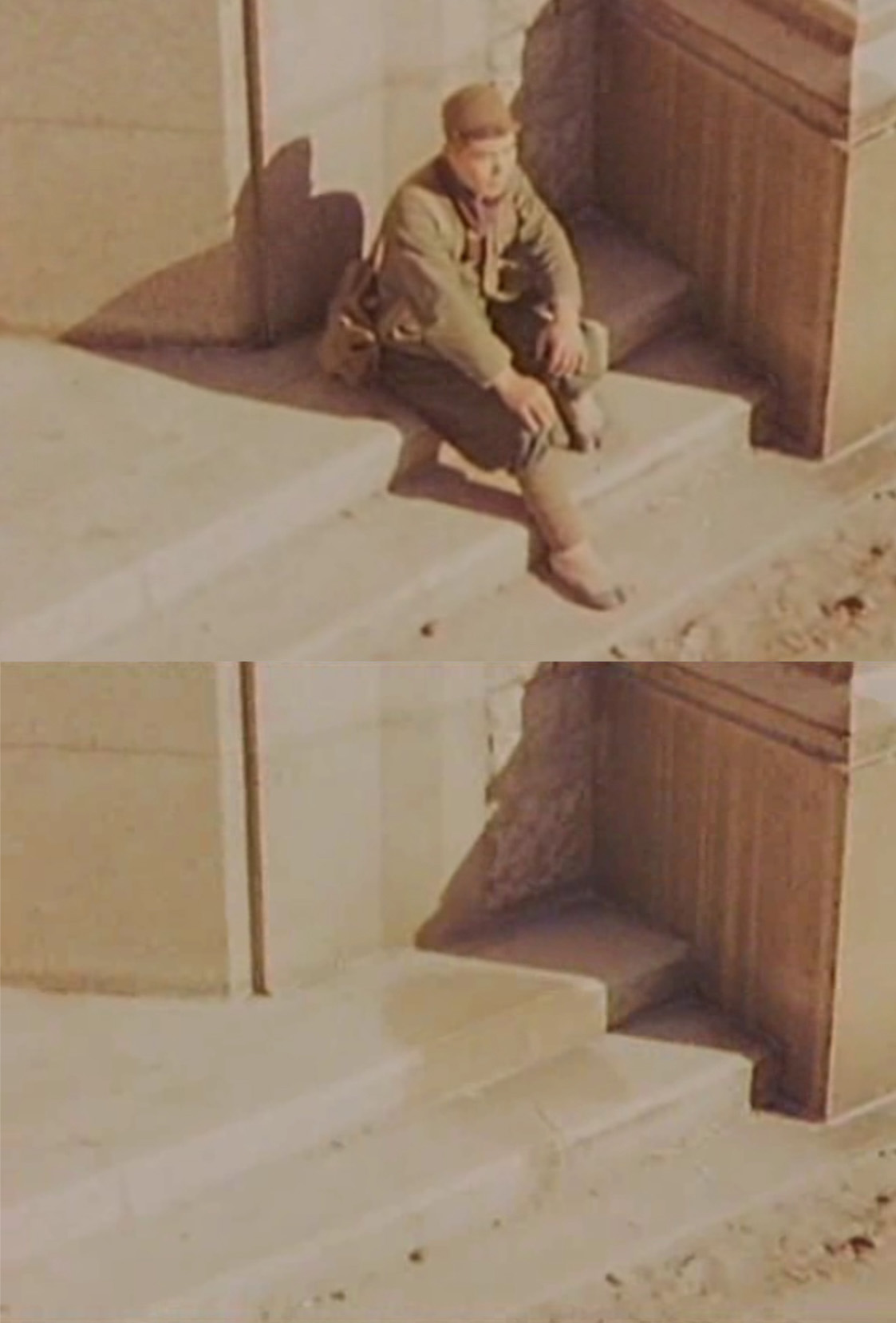
Un hombre japonés recrea (en 1946) la probable posición que ocupaba la persona en las escaleras del Banco Sumitomo que habría creado la "sombra" de la quemadura repentina cuando la bomba atómica detonó cerca en la mañana del 6 de agosto de 1945.

En la mañana del 6 de agosto de 1945, la bomba atómica Little Boy fue detonada a una altitud de 600 metros sobre la ciudad de Hiroshima, cerca del del edificio creado para la Exposición Comercial de la Prefectura de Hiroshima. Entre sus otros efectos, sometió la zona del suelo a temperaturas radiantes extremadamente altas durante varios segundos (superiores a 1800 °C durante menos de 4 segundos). Debido a que la duración de esta quemadura de alta temperatura es tan corta, no tiene tiempo de difundirse o disiparse por difusión térmica, lo que lleva a una situación en la que la superficie inmediata del objeto afectado se eleva a una temperatura muy alta mientras que se produce muy poco aumento de temperatura debajo de su superficie. Este efecto fue llamado efecto de quemadura repentina por los investigadores después de la guerra, quienes lo estudiaron de cerca ya que los ángulos de la quemadura y los cambios específicos en las superficies podían usarse para determinar con precisión los parámetros de la explosión después del hecho, como su altitud exacta, altura del estallido y tamaño de la bola de fuego. En Hiroshima y Nagasaki se encontraron ejemplos de superficies que fueron quemadas por esta radiación de calor directa, en línea de visión, y que también tenían algún objeto intermedio que protegía parte de la misma superficie del calor. Esto creaba "sombras" en las que, por ejemplo, la pintura de un edificio podía encenderse, excepto en las zonas en las que estaba protegida. En otro ejemplo, un material pétreo pulido (como el granito) se volvió áspero en las áreas expuestas al calor (lo que provocó que los cristales en su interior se expandieran), mientras que las áreas sombreadas permanecieron pulidas. La misión británica a Hiroshima y Nagasaki observó en 1946 que las superficies de las carreteras asfaltadas «conservaban las 'sombras' de quienes habían caminado por allí en el instante de la explosión» y las consideró «objetos de interés macabro y de peregrinación para los visitantes».
La "sombra humana" a la entrada del Banco Sumitomo estaba aproximadamente 260 metros del hipocentro de la explosión de la bomba atómica en Hiroshima. Se cree que la persona estaba sentada en el escalón de piedra esperando que se abriera el banco cuando el calor de la bomba quemó la piedra circundante y dejó la sombra de la persona visible como un área oscura.
Aunque persiste la creencia de que muestra los restos de una persona "vaporizada", se ha demostrado que esto es científicamente imposible: las temperaturas requeridas para vaporizar un cuerpo humano en tan poco tiempo superan incluso las altas temperaturas experimentadas en la superficie de Hiroshima. Si la sombra es de un ser humano, indica que la persona absorbió suficiente calor para quemar o alterar significativamente la superficie de los escalones que estaba oscureciendo. En lugar de vaporizarse o reducirse a cenizas, la persona habría tenido toda su ropa o piel expuesta a temperaturas muy altas, y probablemente habría sufrido quemaduras graves, además de estar sujeta a los efectos de la explosión y la radiación.
La persona que proyectó la sombra casi seguramente murió inmediatamente en el destello de la bomba. Los testigos informaron haber visto a una persona sentada en la entrada justo antes de la explosión, y un soldado testificó que había recuperado el cuerpo de la persona. La exhibición del museo afirmó que la sombra pertenecía a una mujer de 42 años llamada Mitsuno Ochi (越智ミツノ Ochi Mitsuno?), pero no se puede determinar una prueba concluyente de esta afirmación y la identidad de la víctima sigue siendo desconocida.
En enero de 1971, parte de la piedra que contenía el artefacto (3,3 metros de ancho por 2 metros de alto) fue cortada de la ubicación original y trasladada al museo. Como la sombra se había degradado debido a la intemperie, en abril de 1975, el museo comenzó a investigar para preservarla. En 1991 informó que había comenzado una investigación seria sobre los métodos de conservación. Actualmente, la piedra está rodeada de vidrio.

## Historia

### Sucursal de Hiroshima del Banco Sumitomo

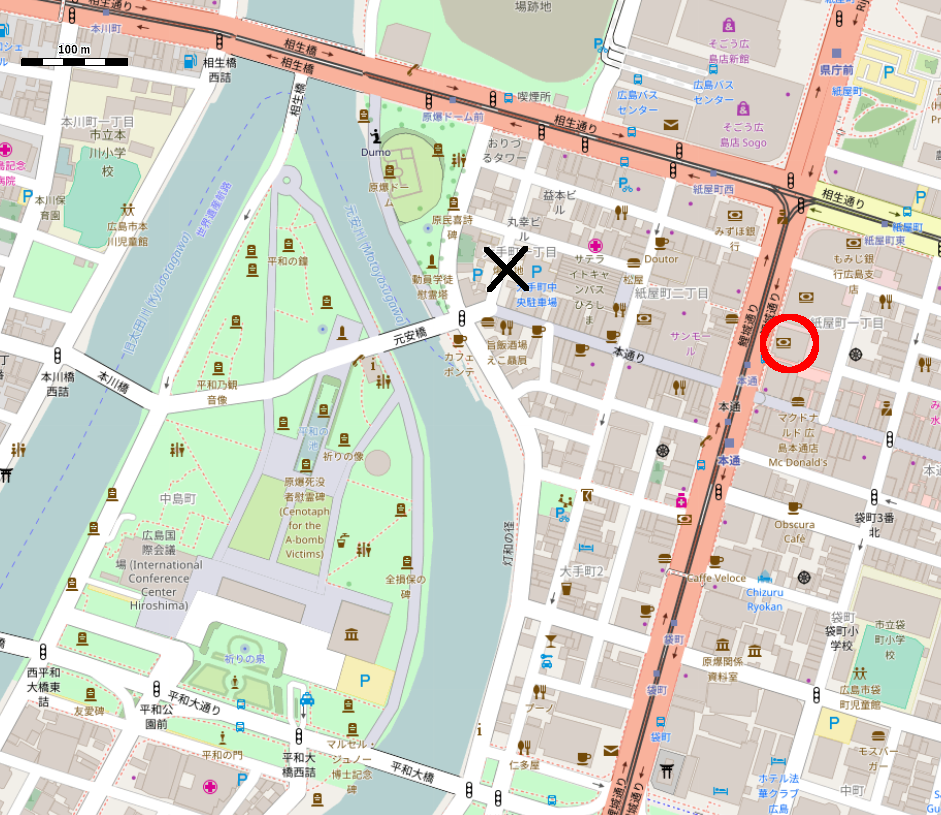
La marca negra en forma de X indica la zona cero, mientras que el círculo rojo es la sucursal de Hiroshima del Banco Sumitomo (ahora Banco Sumitomo Mitsui).
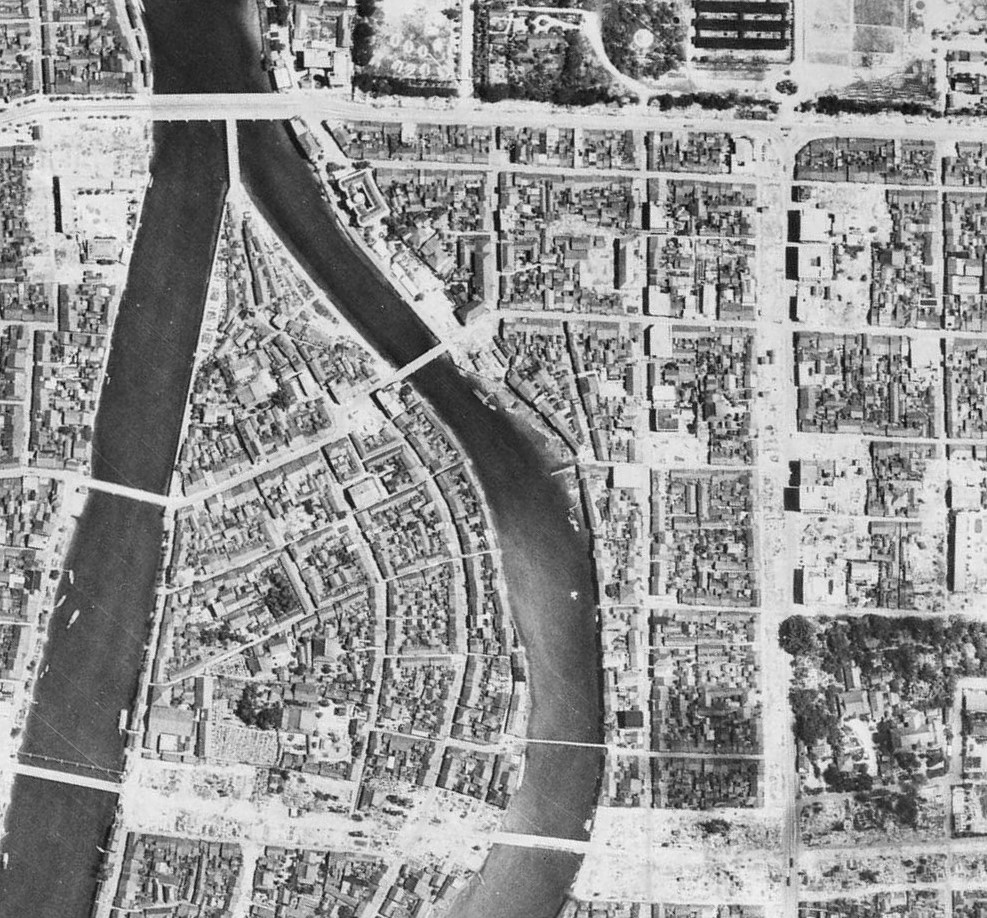
Fotografía aérea del 25 de julio de 1945, antes del bombardeo.
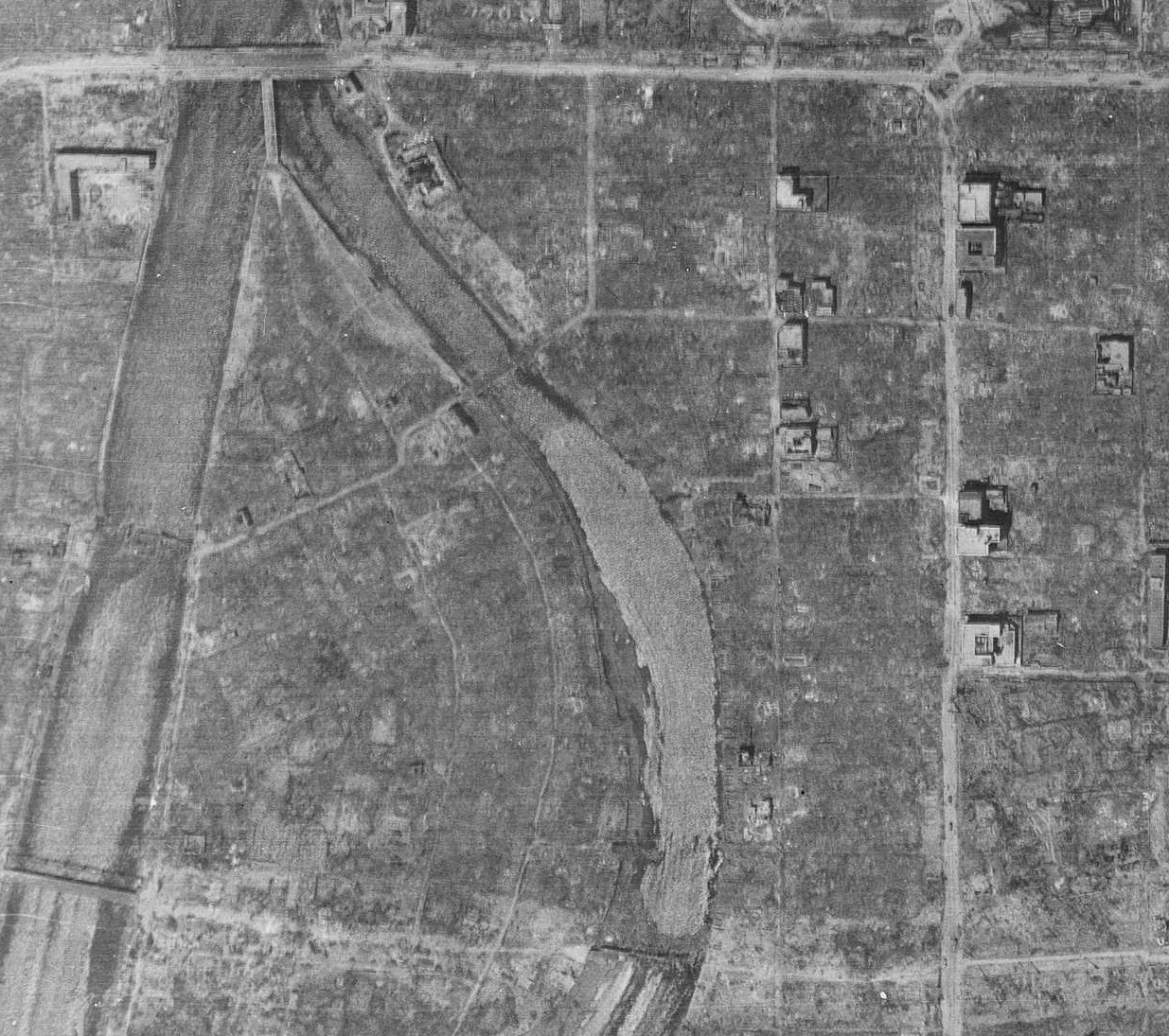
Fotografía aérea del 8 de agosto de 1945, dos días después del bombardeo.

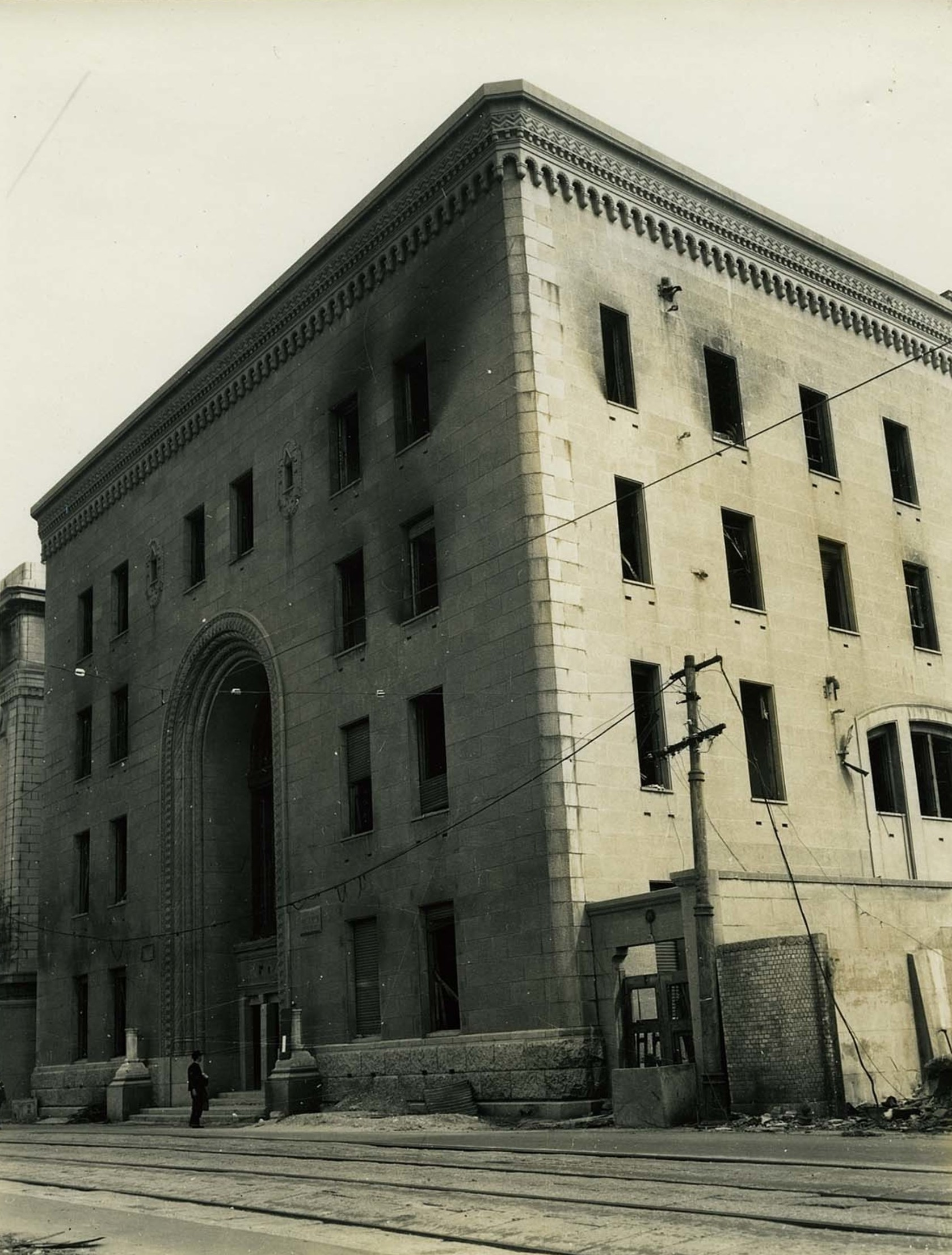
Sucursal de Hiroshima del Banco Sumitomo después del bombardeo. La Sombra Humana Grabada en Piedra estaba en los escalones, cerca de la persona que estaba en la entrada.

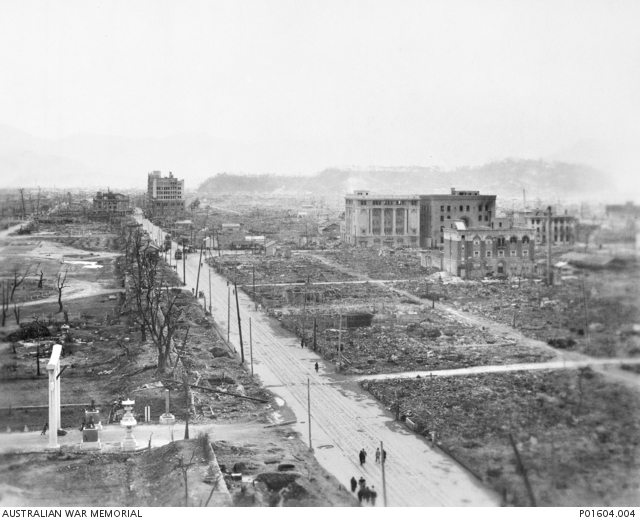
La vista hacia el este desde la Hiroshima Chamber of Commerce and Industry. El edificio blanco en el centro es la oficina principal del Banco Geibi, y el edificio de la derecha es la sucursal Hiroshima del Banco Sumitomo.

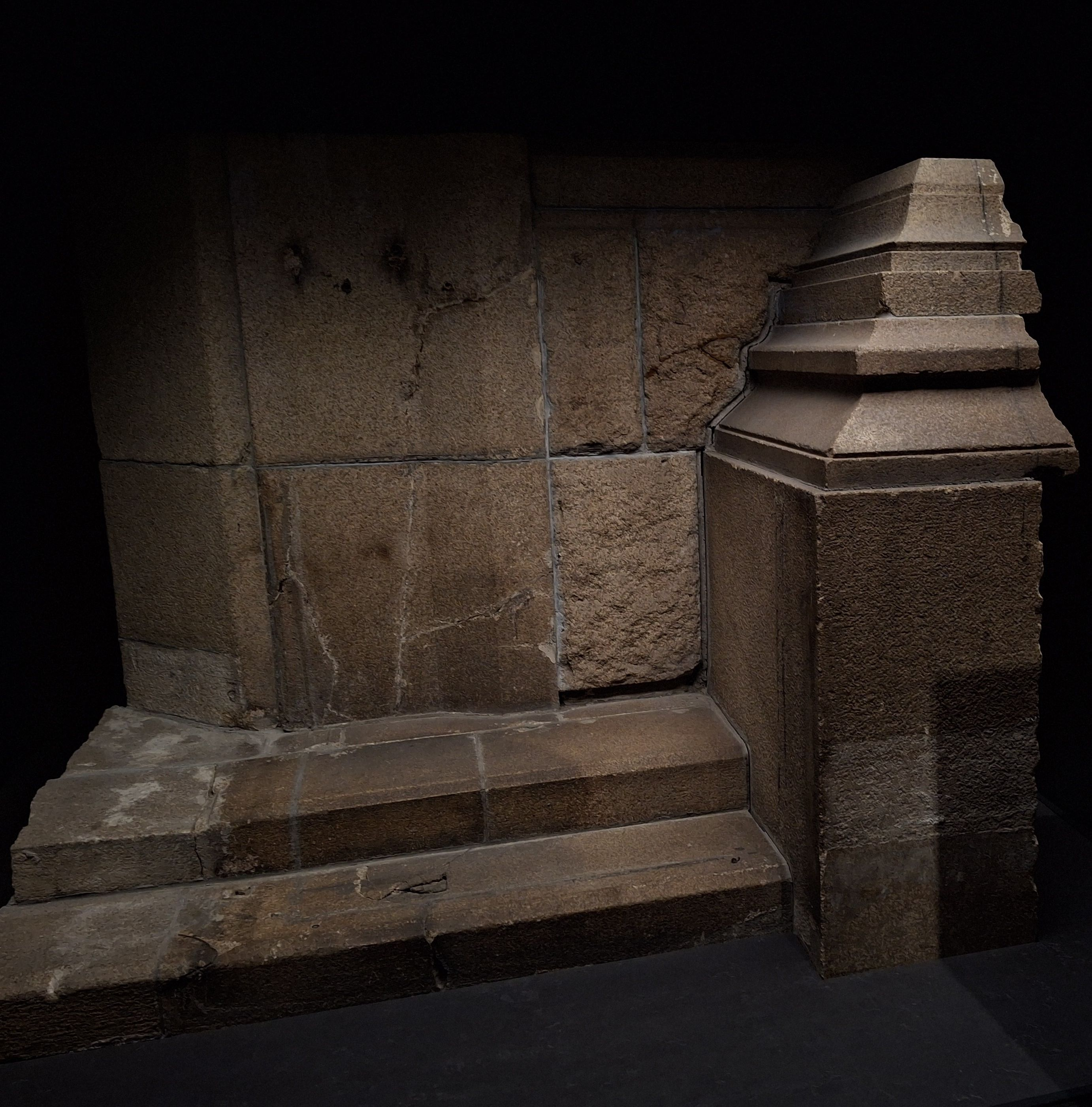
La piedra expuesta en el Museo de la Paz de Hiroshima

La sombra humana grabada en piedra era originalmente parte de los escalones de piedra en la entrada de la sucursal de Hiroshima del Banco Sumitomo, ubicada a 260 metros de la zona cero.
La ubicación actual de Sumitomo Mitsui Banking Corporation, sucursal Hiroshima es Kamiya-cho 1 Chome.
El banco fue construido en 1928. Fue diseñado por Kenzō Takekoshi (竹腰健造?)  en el departamento de ingeniería de Sumitomo Group (ahora Nikken Sekkei), y fue construido por Obayashi Corporation. El edificio fue construido en hormigón armado, con cuatro plantas sobre rasante y una bajo rasante con techo abierto hasta el tercer piso. En el primer piso se encontraban las salas de negocios, recepción y acuñación de monedas, en el cuarto piso las salas de reuniones y la cafetería, y en el sótano la sala de calderas. Fue construido al sur de la sede central del Banco Geibi (ahora sede del Banco de Hiroshima), que se había construido el año anterior y tenía casi el mismo tamaño. Fue diseñado en un estilo arquitectónico predominantemente románico, y se caracterizaba por un gran arco con moldura en su fachada frontal.
El edificio resultó gravemente dañado en el bombardeo del 6 de agosto de 1945.  Aunque la mayor parte del interior del edificio fue destruido, la sala de monedas, el efectivo y las libretas quedaron intactos. Los papeles del interior del edificio volaron hasta Numata-cho (Hiroshima) por la explosión.
En la mañana del ataque, el banco debía estar abierto como de costumbre. La mayoría de los empleados se dirigían a la oficina cuando cayó la bomba. En el acto murieron 29 empleados (incluyendo los de la sucursal y los que se dirigían al trabajo), 40 resultaron heridos y no hubo desaparecidos. Algunos de los sobrevivientes murieron a los pocos días por enfermedad por radiación, mientras que otros trabajaron hasta jubilarse. Los transeúntes se refugiaron en el edificio por estar cerca de la zona cero y se recuperaron un gran número de cadáveres.
Después de la guerra, la sucursal de Hiroshima volvió a abrir sus puertas. "La sombra humana de la muerte" y la Cúpula de la Bomba Atómica se convirtieron rápidamente en puntos de referencia del poder destructivo de la bomba y la pérdida de vidas. Para preservar la sombra, en 1959 el Banco Sumitomo construyó una valla alrededor de la piedra, y en 1967 la piedra fue cubierta con vidrio templado para evitar su deterioro.
La sucursal de Hiroshima fue reconstruida en 1971. Los escalones de piedra con la sombra fueron retirados y donados al Museo conmemorativo de la Paz de Hiroshima.